# 安芸警察署
安芸警察署（あきけいさつしょ）は、高知県警察が管轄する警察署の一つ。署長は警視。

## 所在地
- 高知県安芸市矢ノ丸二丁目9番2号

## 管轄区域
- 安芸市
- 安芸郡奈半利町・田野町・安田町・北川村・馬路村・芸西村

## 沿革

### 田野警察署
- 1876年(明治9年)10月5日:高知県庁第四課第二警察出張所を設置[1]
- 1876年(明治9年)12月12日:田野警察出張所に改称[1]。
- 1877年(明治10年)2月:田野警察署に改称[1]。
- 1883年(明治16年)8月3日:安芸警察署が田野警察署を吸収[1]。

### 安芸警察署
- 1878年(明治11年)6月5日:田野警察署安芸分署を設置[1]。
- 1881年(明治14年)1月1日:安芸分署が安芸警察署に昇格[1]。
- 1948年(昭和23年)2月1日:国家地方警察高知県本部に移管され、芸西地区警察署に改称[1]。
- 1952年(昭和27年)1月1日:安芸地区警察署に改称[1]。
- 1954年(昭和29年)7月1日:高知県警察に移管され、高知県安芸警察署に改称[1]。
- 2016年(平成28年)12月28日:和食駐在所が安芸郡芸西村和食甲98番地3から現在地に移転し芸西駐在所に改称。

## 組織
- 警務課
- 会計庶務課
- 刑事生活安全課
- 地域課
- 交通課
- 警備課

## 駐在所
- 安芸市
  - 伊尾木駐在所 - 安芸市伊尾木172番地5
  - 井ノ口駐在所 - 安芸市井ノ口乙479番地10
  - 赤野駐在所 - 安芸市赤野乙2933番地205
- 奈半利町
  - 奈半利駐在所 - 安芸郡奈半利町乙1419番地8
- 安田町
  - 安田駐在所 - 安芸郡安田町安田1846番地1
- 馬路村
  - 馬路駐在所 - 安芸郡馬路村馬路2197番地1
- 芸西村
  - 芸西駐在所 - 安芸郡芸西村和食甲1299番地1